# Wilkie Collins

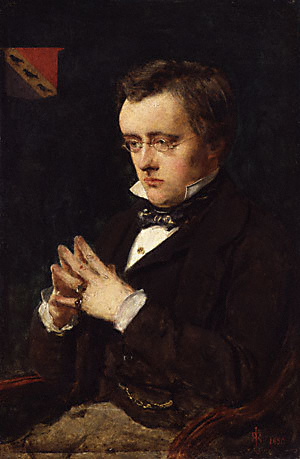
Wilkie Collins, 1850

William Wilkie Collins (ur. 8 stycznia 1824 w Londynie, zm. 23 września 1889 tamże) – angielski powieściopisarz, dramaturg, autor opowiadań. Syn malarza Williama Collinsa.
Ogromnie popularny za życia. Napisał 30 powieści, ponad 60 opowiadań, 14 dramatów i ponad 100 esejów. Najbardziej znane powieści to The Woman in White (Kobieta w bieli), The Moonstone (Kamień Księżycowy), Armadale i No Name. Prekursor powieści detektywistycznej – Kamień Księżycowy uważany jest za pierwszą powieść tego gatunku. Bliski przyjaciel Karola Dickensa. Od ich spotkania w marcu 1851 aż do śmierci Dickensa w czerwcu 1870, Collins był jednym z najlepiej znanych, najbardziej kochanych i, przez jakiś czas, najlepiej opłacanych wiktoriańskich beletrystów.
Jego twórczość miała istotny wpływ na angielskiego reżysera Alfreda Hitchcocka.

## Dzieła w przekładach polskich
Powieści
- The Dead Secret (1856) – wyd. pol. Tajemnica Mirtowego Pokoju, Wydawnictwo MG 2017, tłum. Joanna Wadas
- The Woman in White (1860) – wyd. pol. Kobieta w bieli, Czytelnik 1961, tłum. Aldona Szpakowska
- No Name (1862) – wyd. pol. Córki niczyje, Wydawnictwo MG 2016, tłum. Magdalena Hume
- Armadale (1866) – wyd. pol. Armadale, Wydawnictwo MG 2016, tłum. Joanna Wadas
- The Moonstone (1868) – wyd. pol. Kamień Księżycowy, Iskry • Klub Srebrnego Klucza 1960, tłum. Wacława Komarnicka oraz Księżycowy Kamień, Zysk i S-ka 2013, tłum. Jerzy Łoziński
- The Haunted Hotel (1878) – wyd. pol. Tajemnica pałacu w Wenecji, Akapit 1992, tłum. Ireneusz Socha

Opowiadania
- Przeraźliwe łoże (A Terribly Strange Bed) – w antologii Opowieści z dreszczykiem • Noc druga, Iskry 1960, tłum. Włodzimierz Lewik
- Kobieta ze snu (Dream Woman) – w antologii Fantastyczne opowieści, Wydawnictwo Literackie 1961, tłum. M. Traczewska

## Ekranizacje
Wiele utworów Collinsa zostało sfilmowanych w kilku krajach. W Polsce powstała w 1967 nowela telewizyjna Przeraźliwe łoże, zrealizowana przez Witolda Lesiewicza na podstawie opowiadania o tym samym tytule.